# Portulaca humilis
Portulaca humilis är en portlakväxtart som beskrevs av Albert Peter. Portulaca humilis ingår i släktet portlaker, och familjen portlakväxter. Inga underarter finns listade i Catalogue of Life.